# قرار مجلس الأمن التابع للأمم المتحدة رقم 42
قرار مجلس الأمن الدولي رقم 42، الذي اعتمد بالإجماع يوم 5 مارس عام 1948، دعا أعضاء المجلس الدائمين إلى أن يتشاوروا ويعلموا مجلس الأمن بشأن الوضع بالنسبة إلى فلسطين، وأن يرفعوا إليه، نتيجة تلك المشاورات، توصيات بشأن التوجيهات والتعليمات التي قد يكون من المفيد للمجلس أن يعطيها للجنة فلسطين بغية تنفيذ قرار الجمعية العامة. ويناشد جميع الحكومات والشعوب، خصوصاً تلك التي في فلسطين وحولها، أن تتخذ جميع التدابير الممكنة لمنع أو تخفيف حدة الاضطرابات الجارية حالياً في فلسطين.
تم تبني القرار بـ8 أصوات مقابل لا أحد ضده وامتناع الأرجنتين، وسوريا، والمملكة المتحدة.